# Parada Equador
A Parada Equador é uma das estações do VLT Carioca, situada no Rio de Janeiro, entre a Parada Rodoviária e a Parada Pereira Reis. Faz parte das linhas 1, 2 e 4, mas apenas no sentido da Terminal Intermodal Gentileza–Santos Dumont (Linha 1), Praia Formosa–Praça XV (Linha 2) e Terminal Intermodal Gentileza–Praça XV (Linha 4).
Foi inaugurada em 12 de julho de 2016. Localiza-se na rua Equador. Atende o bairro de Santo Cristo.